# Atoctenco
Atoctenco är en ort i Mexiko.   Den ligger i kommunen Milpa Alta och delstaten Distrito Federal, i den sydöstra delen av landet, 25 km söder om huvudstaden Mexico City. Atoctenco ligger 2 473 meter över havet och antalet invånare är 347.
Terrängen runt Atoctenco är kuperad åt sydost, men åt nordväst är den platt. Runt Atoctenco är det tätbefolkat, med 411 invånare per kvadratkilometer. Närmaste större samhälle är Iztapalapa, 15,5 km norr om Atoctenco. Trakten runt Atoctenco består till största delen av jordbruksmark.